# ジョシュア・ヘンリー
ジョシュア・ヘンリー（Joshua Henry, 1984年9月2日 - ）は、カナダ・ウィニペグ出身の俳優である。

## 出演作品

### 映画
- ネイビーシールズ ナチスの金塊を奪還せよ!

### テレビ
- NIP/TUCK マイアミ整形外科医（ウィルバー）
- アーミー・ワイフ（クインシー・モントクレア）
- See 〜暗闇の世界〜 See (2019-)

### 舞台
- ハミルトン